# Diecezja Magangué
Diecezja Magangué (łac. Dioecesis Maganguensis, hisz. Diócesis de Magangué) – rzymskokatolicka diecezja w Kolumbii. Jest sufraganią archidiecezji Cartagena.

## Historia
25 kwietnia 1969 roku papież Paweł VI konstytucją apostolską Recta sapiensque erygował diecezję Magangué. Dotychczas wierni z tych terenów należeli do archidiecezji Cartagena.

Mapa diecezji

## Ordynariusze
- Eloy Tato Losada IEME (1969 - 1994)
- Armando Larios Jiménez (1994 - 2001)
- Jorge Leonardo Gómez Serna OP (2001 - 2012)
- Ariel Lascarro Tapia (od 2014)